# Fältros
Fältros (Rosa arvensis), en art i familjen rosväxter som växer naturligt i Syd- och Centraleuropa. Odlad klarar den växtzon V, södra Norrland, men blir norrut bara en buske. Denna ros är en klätterros som blommar en gång i några veckor mitt i sommaren med enkla vita kronblad med dragning åt rosa. Doften är mycket svag. 
Denna art har odlats sedan 1700-talet. Det förekommer några urvalsformer och hybrider av arten, dessa samlas i Ayrshirerosor (Rosa Arvensis-Gruppen).

## Hybrider
Rosa ×consanguinea Grenier är en hybrid mellan fälros och äppelros (R. rubiginosa).

## Synonymer
- Ripartia repens (Chevall.) Gand., 1883
- Rosa arabica (Crép. ex Boiss.) Déségl., 1876
- Rosa arabica Crép., 1869
- Rosa arvensis proles arabica (Crép. ex Bouteiller) Rouy & E.G.Camus
- Rosa arvensis proles repens (Chevall.) Rouy & E.G.Camus
- Rosa arvensis subsp. repens (Chevall.) C.Vicioso, 1948
- Rosa arvensis var. grandidentata Rouy & E.G.Camus
- Rosa arvensis var. laevipes Rouy & E.G.Camus
- Rosa arvensis var. ovata Desv., 1813
- Rosa arvensis var. ovata Rouy & E.G.Camus nom. illeg.
- Rosa arvensis var. pseudorepens (Rouy) P.V.Heath, 1999
- Rosa arvensis var. pseudorepens (Rouy) Rouy, 1900
- Rosa arvensis var. repens Chevall., 1827 nom. inval.
- Rosa brippii Gand., 1875
- Rosa commiserata Gand., 1875
- Rosa fastigiata Salisb., 1796 nom. illeg.
- Rosa gallicoides var. pseudorepens Baker
- Rosa halleri Krock., 1790
- Rosa herporhodon Ehrh., 1788
- Rosa macrostylis Stokes, 1812 nom. illeg.
- Rosa ovata (Desv.) Lej., 1813
- Rosa phalacropoda Gand., 1875
- Rosa repens Scop., 1771	nom. illeg.
- Rosa reptans Crép. ex Bouteiller, 1880
- Rosa scandens Moench, 1785
- Rosa scandens var. ovata (Desv.) Wallr., 1828
- Rosa sempervirens subsp. arvensis (Huds.) Malag., 1869
- Rosa serpens Wibel, 1799
- Rosa sylvestris Herrm., 1762